# Al-Mansur ibn Ziri
Al-Mansur ibn Buluggin ibn Ziri (arabisch المنصور بن بلقين بن زيري, DMG al-Manṣūr b. Buluqqīn b. Zīrī; † 995) war zweiter Herrscher der Ziriden in Ifrīqiya.
Er war der Sohn des Buluggin ibn Ziri und trat bei dessen Tod dessen Nachfolge als Ziriden-Herrschers in Ifriqiya an. Trotz weiterer Kämpfe der Ziriden gegen die Berberstämme in Marokko, musste er den Versuch einer dauerhaften Eroberung von Fès und Sidschilmasa aufgeben. Allerdings konnte er die Herrschaft der Ziriden im zentralen Maghreb festigen, als er 988 die Kutāma-Berber unterwarf und sein Bruder Hammad als Statthalter des zentralen Maghreb/Algerien die Zanata-Berber nach Marokko vertrieb. Das Vasallenverhältnis zu den Fatimiden wurde unter al-Mansur ibn Ziri zunehmend locker, was sicher auch daran lag, dass das Hauptaugenmerk der Fatimiden auf dem Sturz der Abbasiden im Irak lag.
Als al-Mansur ibn Ziri 995 starb, wurde sein Sohn Badis ibn Ziri († 1016) sein Nachfolger.